# Apokalyptika
Apokalyptika (z řeckého Άποκάλυψις Apokalypsis, „zjevení, odhalení“) je obecně hnutí sdílející apokalyptický světový názor nebo alespoň to, co je pro něj podstatné. Sem náleží především přesvědčení, že:
- stávající čas je nedokonalý, ovlivněn špatností a jediná náprava, které se mu může dostat, je v moci Boží. Člověk svými silami toho zmůže mnoho, ale zcela změnit systém nebo vystavět úplně nový svět, tentokrát již bez jediné chyby, nezvládne. Proto budoucí záchrana je transcendentní – nepochází od člověka a je radikálně, kvalitativně odlišná od nynější doby;
- existuje často velice komplexní (nadpřirozený) svět andělů a podobných bytostí, který zasahuje do dějin a do událostí našeho světa. Tento aspekt bývá doplněn dualistickým přesvědčením, totiž že tento svět, nebo onen svět nadpřirozený, nebo oba, jsou ve válce, kde proti sobě bojují duchovní síly neposlušnosti proti Bohu a síly jeho vůli dobrovolně podřízené.
- běh dějin světa není předem předurčen a stanoven. Bůh ovšem může do lidských dějin někdy zasáhnout, aby splnil svůj záměr a své sliby, což se potvrzuje v historii na splňování předešlých proroctví. Apokalyptika se zdánlivě vyznačuje ve své ryzí formě silným determinismem, což ovšem v plné míře odporuje učení Bible, protože determinismus zavrhuje.

Obvykle se stoupenci apokalyptiky domnívají, že žijí již v poslední době, tj. že závěrečný střet mezi silami dobra a zla, ať už mají jakoukoli povahu, je velmi blízko. Je třeba se proto připravit na poslední boj a na zkoušky, které přijdou na spravedlivé na konci časů. Což ovšem bez úsilí nepůjde. A není to ani otázka jednorázového aktu.
Apokalyptická hnutí stojí často u vzniku různých apokalyps, avšak není to pravidlem. Příkladem silně apokalyptické komunity je například komunita sídlící v 2. stol. př. n. l. – 1. stol. n. l. v Kumránu. Tato komunita (pravděpodobně eséni) byla apokalyptická ve všech výše zmíněných bodech, opisovala a četla mnoho různých apokalyps, ale sama nevyprodukovala ani jednu vlastní.
Apokalyptika je známa především z židovské intertestamentární doby, tj. přibližně z 3. stol. př. n. l. – 1. stol. n. l. Židovská apokalyptika vznikla jako spojená reakce na více faktorů (zánik klasického proroctví, příchod helénismu, útlak židovského obyvatelstva, očekávání osvobození apod.) a vymizela krátce po pádu druhého jeruzalémského chrámu v roce 70 n. l. Apokalyptika nebo alespoň její aspekty (z nichž mnohé pronikly i do židovské apokalyptiky) je však známa i odjinud, např. z perského mazdaismu a později i z křesťanství (které ji ve svých starověkých i středověkých formách přejalo opět ze židovství).